# Землетрус у Перу (1970)
Землетрус у Перу 1970 року (також відомий як Великий Перуанський землетрус) відбувся 31 травня 1970 року о 15:23:29 за місцевим часом на березі Тихого океану у Перу. Разом з лавиною є одним із найбільш катастрофічних природних катаклізмів в історії Перу. Внаслідок землетрусу відбулася масштабна лавина. Загальні жертви землетрусу та лавини, спричиненої ним, — від 66 до 70 тисяч осіб.

## Землетрус
Підводний землетрус відбувся 31 травня 1970 року на відстані 35 км від узбережжя Перу і тривав близько 45 секунд. Він зачепив регіони Анкаш та Ла-Лібертад. Магнітуда землетрусу становила 7,9, а інтенсивність за шкалою Меркаллі — VIII. Дослідження гіпоцентру показали, що причина землетрусу — нормальні геологічні розломи.

## Пошкодження

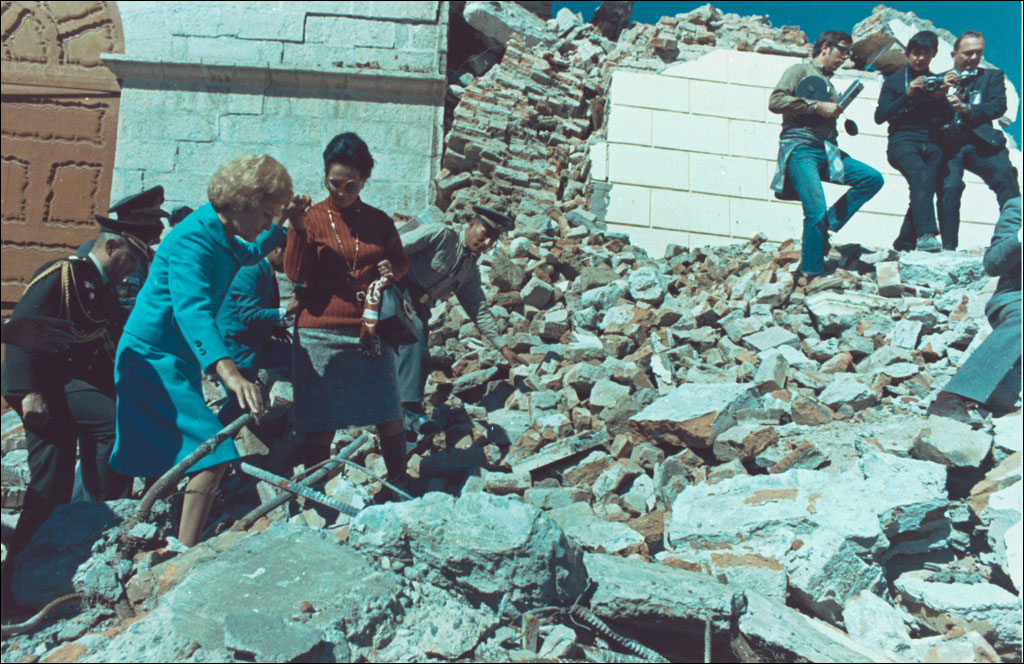
Американською гуманітарною місією у Перу після землетрусу керувала перша леді США Пет Ніксон

Землетрус зачепив територію площею 83 000 км2 у північних регіонах Перу — Анкаші та Ла-Лібертад. Повідомлення про пошкодження та поштовхи надходили з інших регіонів Перу, Еквадору та західної й центральної Бразилії.
Пошкодження внаслідок землетрусу були значними. Була зруйнована місцева інфраструктура зв'язку, транспорту та торгівлі. Економічні збитки становили понад пів мільярда доларів США. Населені пункти, а також будинки, громадські заклади, навчальні заклади та промисловість у них, були зруйновані або сильно пошкоджені. У Чимботе та інших великих містах регіону Анкаш зруйновано 80-90 % будівель, що зачепило понад 3 мільйони осіб. Пошкоджено було Панамериканську магістраль, через що було запізнення у надходженні гуманітарної допомоги. Річка Ріо-Санта вийшла з берегів та пошкодила генератор місцевої ГЕС. 60 % залізничного сполучення у регіоні не були придатні для використання.
Щороку 31 травня у школах Перу відбуваються тренування щодо запобігання жертвам землетрусу в пам'ять про цей катаклізм.

## Лавина у Перу 1970
Внаслідок землетрусу та підземних поштовхів відбувся зсув скелі гори Уаскаран. Значна частина гори відкололася від неї та обвалилася донизу, потягнувши за собою уламки скель та сніг і спричинивши лавину. Сніг та уламки впали на місто Юнґай. Через це загинуло майже 20 тисяч жителів міста. Уряд Перу заборонив проводити розкопки на місці падіння скелі на Юнґай, оголосивши це місце «національним кладовищем». 